# Praktfregattfågel
Praktfregattfågel (Fregata magnificens) är en mycket stor havsfågel i familjen fregattfåglar.

## Utseende

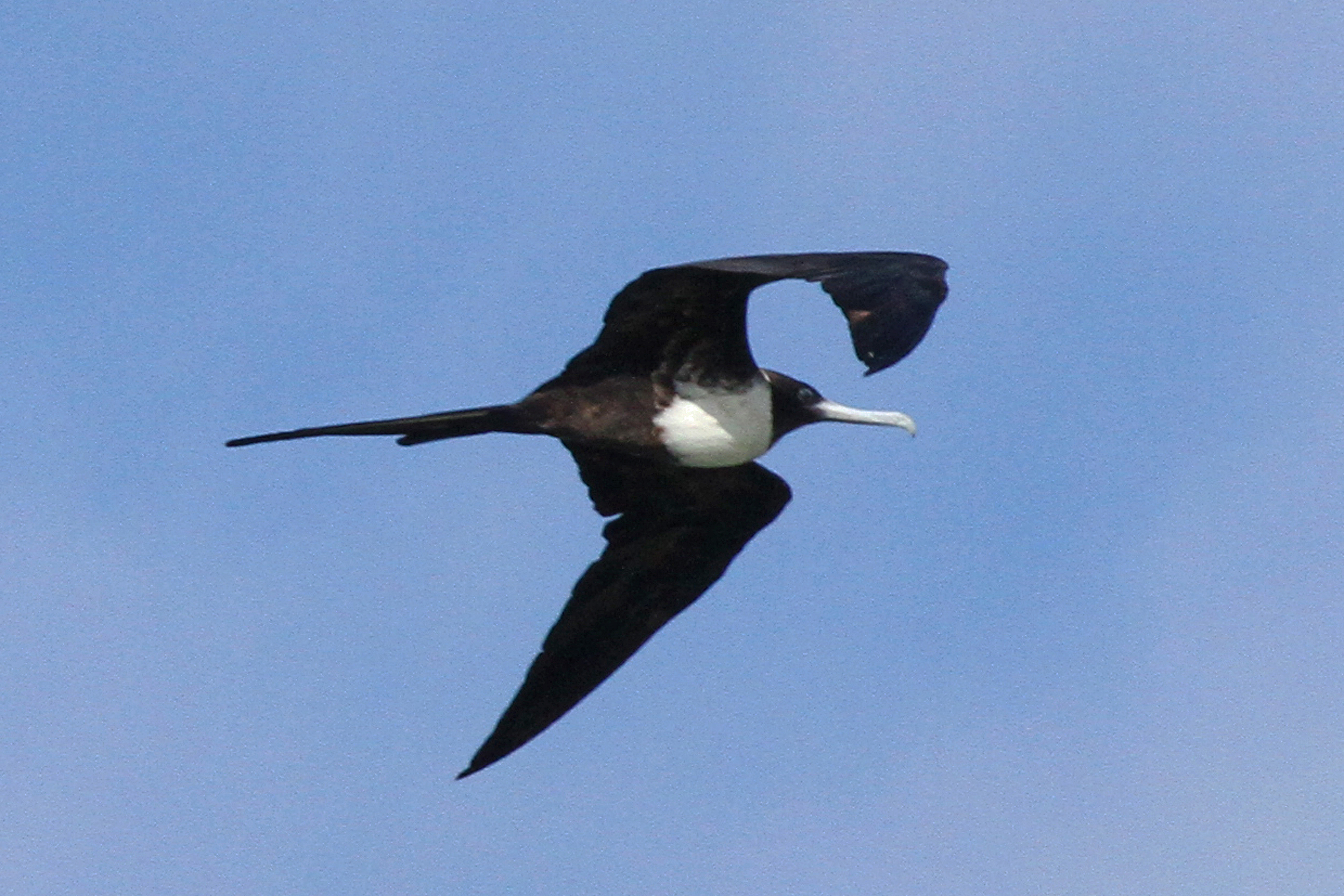
Hona utanför Big Pine Key i södra Florida, USA.

Praktfregattfågeln är mycket stor, 101 cm lång, med ett vingspann på upp till 238 cm. Honorna är 25 till 30 procent tyngre än hanarna. Vingarna är långa och smala, stjärten lång och kluven. Hanen är svart med röd strupsäck som den blåser upp som en ballong under det karakteristiska spelet. I solljus blir skapularerna purpurglansiga, till skillnad från större fregattfågelns grönglans. Honorna är svarta men har vitt bröst och nedre halssidor, ett brunt band på vingen och en diagnostisk blå ögonring. Ungfåglarna har vitt huvud och vit underdel och har till skillnad från övriga fregattfåglar en diamantformad fläck på buken. 

## Utbredning och systematik
Praktfregattfågeln förekommer främst i de tropiska delarna av Atlanten och häckningskolonier finns bland annat i Florida, Karibiska havet och på Kap Verde-öarna). Den finns även längs Amerikas Stilla havskust, från Mexiko till Ecuador, inklusive Galápagosöarna. Den delas vanligen in i två underarter med följande utbredning:
- Fregata magnificens rothschildi (inkl. lowei) – öar utanför Amerika, i Stilla havet från nordvästra Mexiko (Baja California) till Ecuador och i Atlanten från Florida till södra Brasilien samt på Kap Verdeöarna
- Fregata magnificens magnificens – Galápagosöarna
- Fregata magnificens lowei – Kap Verdeöarna

Nominatformen har föreslagits utgöra en egen art.

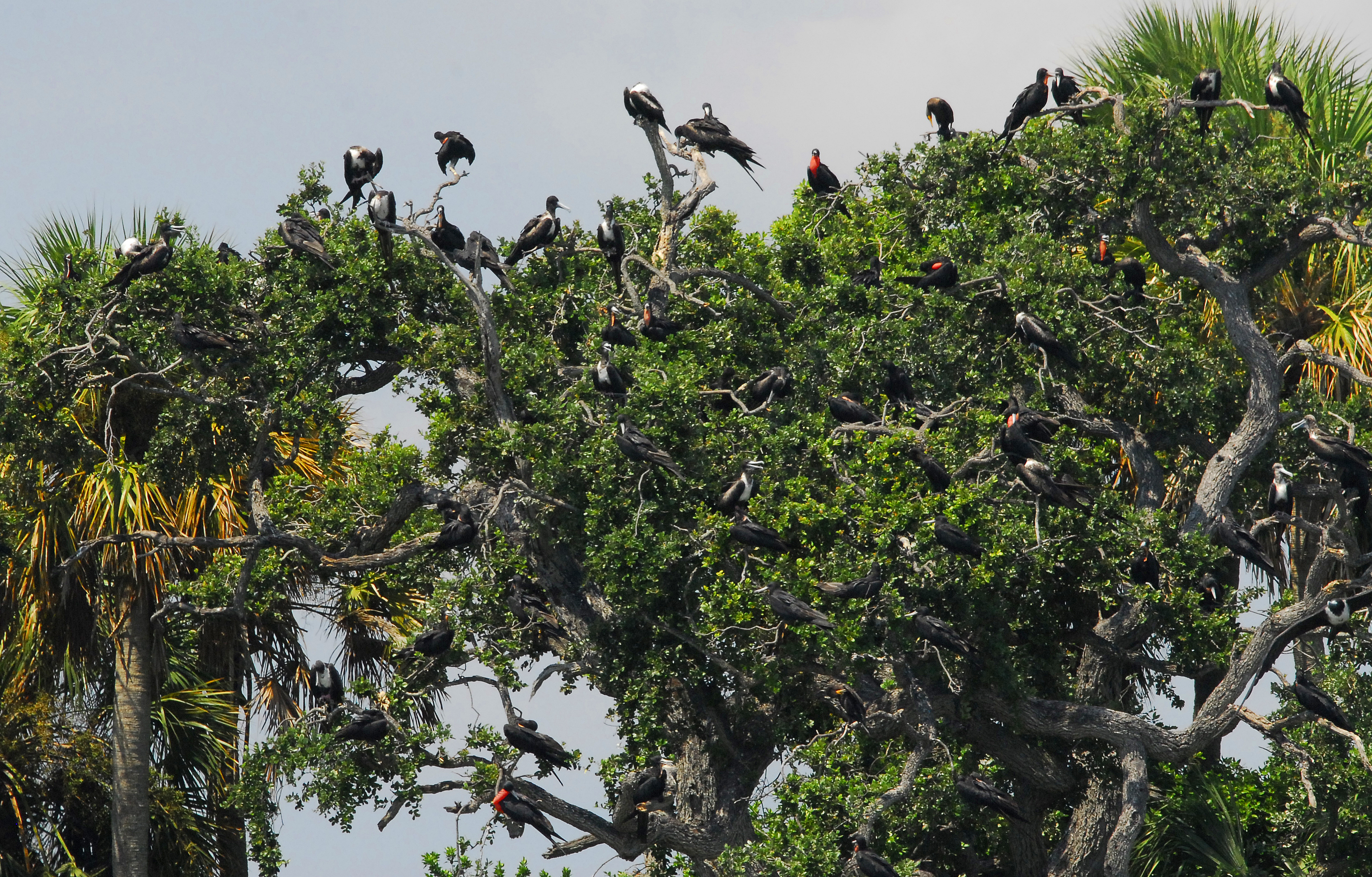
Häckningskoloni av praktfregattfåglar på SeaHorse Key i Florida.

### Praktfregattfågel i Europa
Praktfregattfågeln är en mycket sällsynt gäst i Europa, med säkra fynd i Frankrike, Storbritannien, Danmark, Spanien och Azorerna. Därtill har ett antal fynd gjorts av fregattfåglar vars arttillhörighet inte gått att fastställa, bland annat utanför Hönö i Bohuslän 7 oktober 1983.

## Ekologi

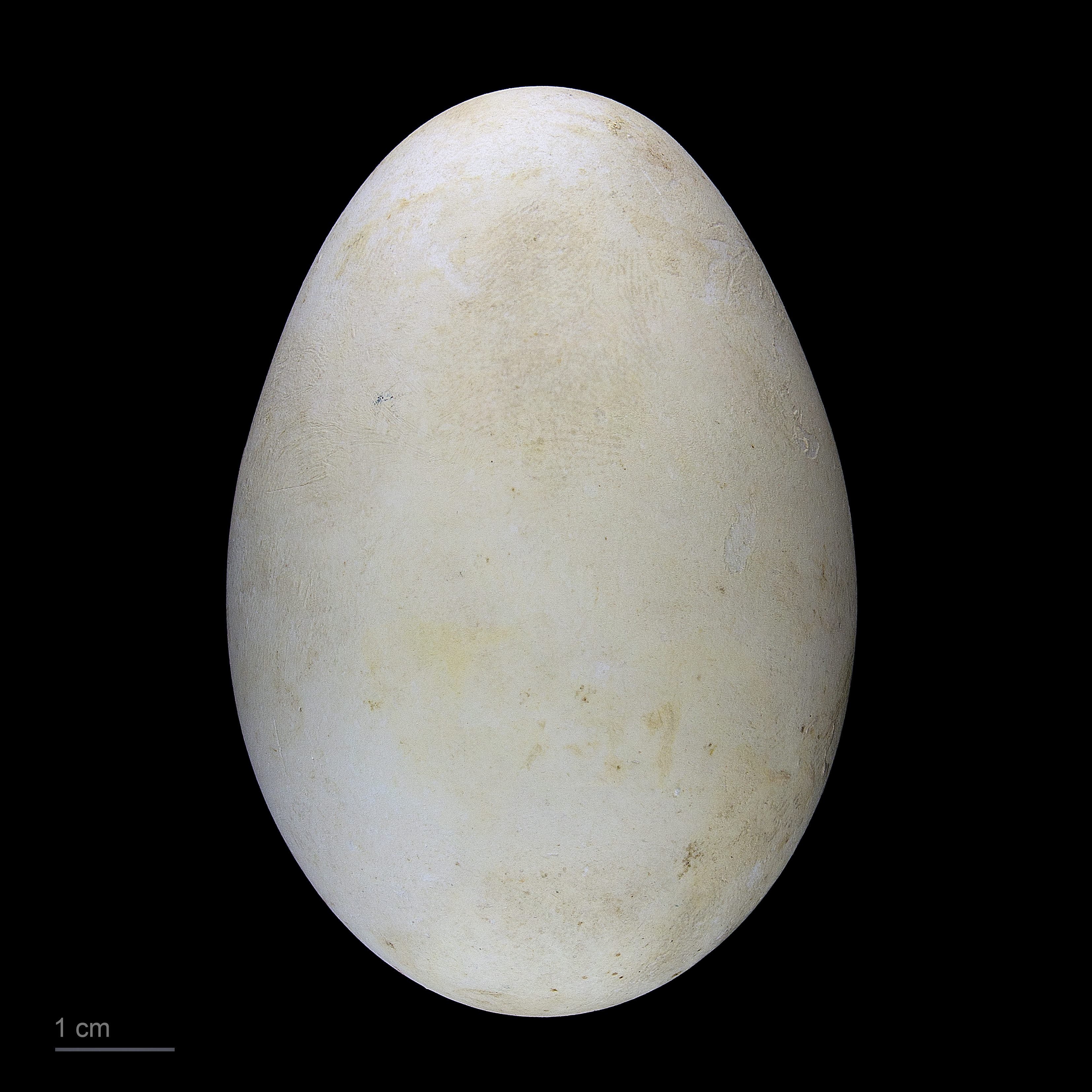
Ägg av praktfregattfågel ur Muséum de Toulouses samling.

Praktfregattfågeln är en skicklig flygare som huvudsakligen lever på fisk. Den landar aldrig på vattnet utan tar sin fångst genom att flyga nära havsytan. Den ägnar sig också åt kleptoparasitism då den attackerar andra havsfåglar och tvingar dem att släppa sitt byte. Detta piratbeteende har bidragit till att ge fågelfamiljen namnet fregattfåglar.

## Status och hot
Arten har ett stort utbredningsområde, men tros minska i antal, dock ej så pass kraftigt att den anses vara hotad. Utifrån dessa kriterier kategoriserar IUCN arten som livskraftig (LC). Globala beståndet uppskattas till 130 000 vuxna individer.

## I kulturen
Praktfregattfågeln är Antigua och Barbudas nationalfågel.